# Carl Adolf Schmidt (Jurist)
Carl Adolf Schmidt, auch Karl Adolf Schmidt, Karl Adolph Schmidt und Adolph Schmidt (* 4. November 1815 in Allstedt; † 24. Oktober 1903 in Baden-Baden) war ein deutscher Rechtswissenschaftler.

## Leben
Der Sohn des späteren Superintendenten und Kirchenrates Georg Friedrich August Schmidt († 1858) war in früher Jugend ein Spielkamerad der Enkel Johann Wolfgang von Goethes. Als junger Mann sah Carl Adolf Schmidt den Dichterfürsten auf dem Totenbett. Schmidt studierte die Rechtswissenschaften an der Universität Jena. Hier erwarb er für die Lösung einer Preisfrage mit der Abhandlung De successione fisci in bona vacantia ex jure romano (Jena 1836) den ersten Preis.
1839 promovierte er mit der Abhandlung M. Tullii Ciceronis pro Q. Roscio comoedo oratio illustrata (Jena, 1839) zum Doktor der Rechte und habilitierte sich im Folgejahr an der Jenaer Hochschule als Privatdozent für römisches Recht. 1843 wurde er dort außerordentlicher Professor, ging 1849 als ordentlicher Professor für römisches Recht an die Universität Greifswald und wechselte in gleicher Funktion 1850 an die Universität Freiburg. Letztere vertrat er von 1855 bis 1865 in der ersten badischen Kammer und erwarb sich im Laufe seiner Wirksamkeit einen ausgezeichneten Ruf. Nachdem er im Frühjahr 1869 an die Universität Bonn übergesiedelt war, ging er schon im Herbst desselben Jahres an die Universität Leipzig, wo er 33 Jahre als Professor des römischen Rechts wirkte.
Schmidt beteiligte sich an den organisatorischen Aufgaben der Leipziger Hochschule. Er war in den Jahren 1872/73, 1880/81 und 1887/88 Dekan der juristischen Fakultät, sowie im Jahr 1873/74 Rektor der Alma Mater. Der sächsische Geheimrat war ein begeistertes Mitglied der Nationalliberalen Partei. Zudem erhielt er anlässlich seiner fünfzigjährigen Promotion am 6. Februar 1889 die Ehrendoktorwürde der philosophischen Fakultät verliehen und wurde am 13. Dezember 1895 Ehrenbürger der Stadt Leipzig. Am 1. Oktober 1901 wurde er emeritiert und zog nach Karlsruhe; mit dieser Stadt war er durch seine zweite Ehe besonders verbunden. Krankheitshalber begab er sich 1903 nach Baden-Baden, wo er starb. Seine wissenschaftlichen Arbeiten waren vielfach grundlegend und haben für die Folgezeit viel Beachtung gefunden.

## Schriften
- Zivilistische Abhandlungen. Bd. I, Jena 1841
- Das Interdiktenverfahren der Römer. In geschichtlicher Entwicklung. Leipzig 1853
- Das formelle Recht der Noterben. Leipzig 1862
- Das Pflichteilsrecht des patronus und des parcus manumissor. Heidelberg 1868
- Kritische Bemerkungen zu T. Livii histor. lib. XLI, Kap. 8, 9 D. Ulpiani fragm. tit. I § 1; D. de inspiciecundo ventre. Freiburg 1856
- Commentatio de originibus legis actionum. Freiburg 1857 (Einladungsprogramm zur 4. Säkularfeier der Universität)
- Die Persönlichkeit des Sklaven nach römischem Recht. 1. Abt. (Programm z. Feier des Geburtsfestes des Großherzogs) Freiburg 1868
- Das Hauskind in mancipio. Eine rechtgeschichtliche Abhandlung. Leipzig 1879
- Über die legis actio per judicis postulatiomm. In: Zeitschrift der Savigny-Stiftung II, 145–164
- Zur Lehre vom internationalen Rechtsverkehr der Römer. In: Zeitschr. d. Savigny-Stiftung IX, 122–143
- Über die superficies. In: Zeitschr. d. Savigny-Stiftung XI, 121–164
- Die Anfänge der bonorum possessio. In: Zeitschr. d. Savigny-Stiftung XVII, 324–328